# Eleição municipal de Cuiabá em 2024
As eleição municipal no município de Cuiabá em 2024 deu-se nos dias 6 de outubro (primeiro turno) e 27 de outubro (segundo turno), com o objetivo de eleger um prefeito, um vice-prefeito e 25 vereadores, que serão responsáveis pela administração da cidade no mandato a se iniciar em 1° de janeiro de 2025 e com término em 31 de dezembro de 2028.

## Contexto

### Eleições anteriores
O prefeito titular é Emanuel Pinheiro, do MDB, reeleito em 2020 com 51,17% de votos válidos, em uma das disputas mais acirradas daquele ano nas capitais. Por estar em seu segundo mandato, Pinheiro não pode se candidatar a reeleição.

### Eleitorado
Em julho de 2024, Cuiabá contava com 445.088 pessoas aptas a votar, cerca 68,38% da população total do município (650.877), segundo o Censo demográfico do Brasil de 2022. A cidade é dividida em 4 zonas eleitorais (1ª, 39ª, 51ª e 55ª). Os eleitores tiveram até o dia 8 de maio para fazer a 1ª via ou a regularização do título junto ao cadastro biométrico.

## Calendário eleitoral
| Início        | Fim           | Atividades | Status    |
| ------------- | ------------- | --- | --------- |
| 7 de março    | 5 de abril    | Janela partidária para vereadores trocarem de partido visando concorrer às eleições sem perder o mandato. | Realizado |
| 6 de abril    | 6 de abril    | Data-limite para todas as legendas e federações partidárias obterem o registro dos estatutos no TSE e para todos os candidatos terem domicílio eleitoral na circunscrição em que desejam disputar as eleições com a filiação deferida pelo partido. | Realizado |
| 15 de maio    | 15 de maio    | Início da campanha de arrecadação prévia de recursos na modalidade de financiamento coletivo para pré-candidatos, sem realização de pedidos de voto e obedecendo a regras relativas à propaganda eleitoral na Internet.                             | Realizado |
| 20 de julho   | 5 de agosto   | Realização de convenções partidárias para deliberar sobre coligações e escolher candidatos às prefeituras e aos cargos de vereador. Os partidos têm até 15 de agosto para registrar os nomes na Justiça Eleitoral.                                  | Realizado |
| 16 de agosto  | 16 de agosto  | Início das campanhas eleitorais de forma igualitária, podendo qualquer publicidade ou manifestação com pedido explícito de voto antes da data ser considerada irregular e multada.                                                                  | Realizado |
| 30 de agosto  | 3 de outubro  | Veiculação da propaganda eleitoral gratuita no rádio e na televisão. | Realizado |
| 6 de outubro  | 6 de outubro  | Realização do primeiro turno das eleições municipais. | Realizado |
| 11 de outubro | 25 de outubro | Veiculação da propaganda eleitoral gratuita no rádio e na televisão para o segundo turno. | Realizado |
| 27 de outubro | 27 de outubro | Realização de um eventual segundo turno nas cidades com mais de 200 mil eleitores em que o candidato a prefeito mais votado não tenha atingido a metade mais um dos votos válidos.                                                                  | Realizado |

## Candidatos à prefeitura
| Nº | Prefeito(a)  | Prefeito(a)     | Prefeito(a)       | Prefeito(a)                         | Vice-prefeito(a) | Vice-prefeito(a) | Vice-prefeito(a)    | Vice-prefeito(a)  | Vice-prefeito(a)        | Coligação Partido(s)                                                                                             | Ref.   |
| Nº | Candidato(a) | Candidato(a)    | Partido Federação | Cargos relevantes                   | Candidato(a)     | Candidato(a)     | Candidato(a)        | Partido Federação | Cargos relevantes       | Coligação Partido(s)                                                                                             | Ref.   |
| -- | ------------ | --------------- | ----------------- | ----------------------------------- | ---------------- | ---------------- | ------------------- | ----------------- | ----------------------- | --- | ------ |
| 13 |              | Lúdio           | PT FE Brasil      | - Deputado estadual (2019-presente) |                  |                  | Rafaela Fávaro      | PSD               | - Jornalista - Redatora | Coragem e Força pra Mudar FE Brasil (PT, PCdoB e PV), PSD e Fed. PSOL REDE (PSOL, REDE)                          | [ 9 ]  |
| 15 |              | Kennedy         | MDB               | - Empresário                        |                  |                  | Miriam Calazans     | PDT               | - Gerente               | Por Amor a Cuiabá MDB e PDT                                                                                      | [ 10 ] |
| 22 |              | Abilio          | PL                | - Deputado federal (2023-presente)  |                  |                  | Coronel Vânia       | NOVO              | - Policial militar      | Resgatando Cuiabá PL, NOVO, PRTB e DC                                                                            | [ 11 ] |
| 44 |              | Eduardo Botelho | UNIÃO             | - Deputado estadual (2015-presente) |                  |                  | Dr. Marcelo Sandrin | Republicanos      | - Médico                | Juntos por Cuiabá UNIÃO, Republicanos, PP, PODE, PMB, PSB, Solidariedade e Fed. PSDB Cidadania (PSDB, Cidadania) | [ 12 ] |

### Desistências
- Marcos Ritela (PRD): Embora tenha oficializado sua pré-candidatura enquanto filiado ao PRD, Ritela decidiu retirar-se do certame e filiar-se ao NOVO alegando ter como foco uma vaga no Senado em 2026.[13]
- Reginaldo Teixeira (NOVO): Alegando “movimento de união, para um projeto maior”, o empresário decidiu retirar-se do certame para apoiar, junto com seu partido, a candidatura de Abilio Brunini (PL).[14]

### Canceladas
- Carlos Avallone Júnior (PSDB): Embora tenha oficializado sua pré-candidatura, líderes da Fed. PSDB Cidadania decidiram por cancelá-la e apoiar a pré-candidatura de Eduardo Botelho (UNIÃO) após Avallone apresentar um desempenho irrisório nas pesquisas e testes pré-eleitorais.[15]

- Patrícia Nogueira (PCdoB) e José Roberto Stopa (PV): Os dois partidos, integrantes da Federação Brasil da Esperança, passaram a apoiar Lúdio Cabral (PT). Stopa reagiu com indignação ao ser preterido e fez críticas públicas à direção do PT, acusando o partido de não abrir portas para diálogo. O presidente municipal do PT em Cuiabá, Bob Almeida, reagiu às declarações e desmentiu Stopa. O dirigente disse que o vice-prefeito se comportou de forma inadequada e defendeu que divergências envolvendo os partidos da federação devem ser discutidas internamente e sem alarde.[16]

## Pesquisas eleitorais
As pesquisas buscam analisar como seria o resultado da eleição se ela ocorresse no dia em que os dados dos entrevistados foram coletados, não tendo como objetivo pela porcentagem de confiança, prever o resultado final da eleição. É possível ver, na tabela abaixo, pesquisas estimuladas realizadas por diferentes institutos de pesquisa.

### Segundo turno
| Fonte Registro no TSE          | Data(s) conduzida(s) | Amostragem | Abilio PL | Lúdio PT | Brancos / Nulos | Indecisos | Vantagem | Margem de erro |
| ------------------------------ | -------------------- | ---------- | --------- | -------- | --------------- | --------- | -------- | -------------- |
| Fonte Registro no TSE          | Data(s) conduzida(s) | Amostragem |           |          | Brancos / Nulos | Indecisos | Vantagem | Margem de erro |
| Quaest MT-08652/2024           | 25-26/Out/2024       | 1.000      | 44%       | 44%      | 8%              | 4%        | Empate   | ±3%            |
| 100% Cidades MT-07669/2024     | 25/Out/2024          | 600        | 47,1%     | 46,8%    | 2,5%            | 3,6%      | 0,3%     | ±4%            |
| AtlasIntel MT-06388/2024       | 20-25/Out/2024       | 1.223      | 48,8%     | 49,1%    | 1,5%            | 0,6%      | 0,3%     | ±3%            |
| Instituto Veritá MT-01147/2024 | 17-22/Out/2024       | 1.010      | 53,9%     | 39,6%    | 4,0%            | 2,6%      | 14,3%    | ±3,1%          |

## Resultados

### Prefeito
Fonte: TSE
| Candidato(a)           | Candidato(a)            | Vice                                  | 1º turno 6 de outubro de 2024 | 1º turno 6 de outubro de 2024 | 2º turno 27 de outubro de 2024 | 2º turno 27 de outubro de 2024 |
| Candidato(a)           | Candidato(a)            | Vice                                  | Votação                       | Votação                       | Votação                        | Votação                        |
| Candidato(a)           | Candidato(a)            | Vice                                  | Total                         | %                             | Total                          | %                              |
| ---------------------- | ----------------------- | ------------------------------------- | ----------------------------- | ----------------------------- | ------------------------------ | ------------------------------ |
|                        | Abilio (PL)             | Coronel Vânia (PL)                    | 126.944                       | 39,61%                        | 171.324                        | 53,80%                         |
|                        | Lúdio (PT)              | Rafaela Fávaro (PSD)                  | 90.719                        | 28,31%                        | 147.127                        | 46,20%                         |
|                        | Eduardo Botelho (UNIÃO) | Doutor Marcelo Sandrin (Republicanos) | 88.977                        | 27,77%                        | Não participaram               | Não participaram               |
|                        | Kennedy (MDB)           | Mirians Calazans (PDT)                | 13.805                        | 4,77%                         | Não participaram               | Não participaram               |
| Total de votos válidos | Total de votos válidos  | Total de votos válidos                | 320.445                       | 100%                          | 318.451                        | 100%                           |
| → Votos válidos        | → Votos válidos         | → Votos válidos                       | 320.445                       | 93,46%                        | 318.451                        | 96,34%                         |
| → Votos em branco      | → Votos em branco       | → Votos em branco                     | 9.888                         | 2,88%                         | 4.852                          | 1,47%                          |
| → Votos nulos          | → Votos nulos           | → Votos nulos                         | 12.551                        | 3,66%                         | 7.234                          | 2,19%                          |
| Total de votos         | Total de votos          | Total de votos                        | 342.884                       | 100%                          | 330.537                        | 100%                           |
| → Total de votos       | → Total de votos        | → Total de votos                      | 342.884                       | 77,04%                        | 330.537                        | 74,27%                         |
| → Abstenções           | → Abstenções            | → Abstenções                          | 102.186                       | 22,96%                        | 114.533                        | 25,73%                         |
| Eleitorado             | Eleitorado              | Eleitorado                            | 445.070                       | 100%                          | 445.070                        | 100%                           |

### Vereadores
| Nome                            | Partido       | Número de Votos |
| ------------------------------- | ------------- | --------------- |
| Samantha Iris do Abilio         | PL            | 7.460           |
| Maysa Leão                      | REPUBLICANOS  | 5.615           |
| Alex Rodrigues                  | PV            | 5.556           |
| Paula Kalil                     | PL            | 5.460           |
| Cezinha Nascimento              | UNIÃO         | 4.733           |
| Ilde Taques                     | PSB           | 4.731           |
| Michelly Alencar                | UNIÃO         | 4.514           |
| Maria Avallone                  | PSDB          | 4.347           |
| Marcrean Santos                 | MDB           | 3.685           |
| Tenente Coronel Dias            | CIDADANIA     | 3.659           |
| Dra. Mara                       | PODE          | 3.500           |
| Adevair Cabral                  | SOLIDARIEDADE | 3.481           |
| Dilemário Alencar               | UNIÃO         | 3.370           |
| Policial Federal Rafael Ranalli | PL            | 3.360           |
| Eduardo Magalhães               | REPUBLICANOS  | 3.274           |
| Kássio Coelho                   | PODE          | 3.262           |
| Demilson Nogueira               | PP            | 3.211           |
| Dídimo Vovô                     | PSB           | 3.137           |
| Chico 2000                      | PL            | 3.098           |
| Sargento Joelson                | PSB           | 2.945           |
| Baixinha Giraldelli             | SOLIDARIEDADE | 2.843           |
| Katiuscia                       | PSB           | 2.785           |
| Mario Nadaf                     | PV            | 2.747           |
| Marcus Brito Jr.                | PV            | 2.558           |
| Daniel Monteiro                 | REPUBLICANOS  | 2.537           |
| Jeferson Siqueira               | PSD           | 2.468           |
| Wilson Kero Kero                | PMB           | 1.964           |